# 鈴々舎馬るこ
鈴々舎 馬るこ（れいれいしゃ まるこ、1980年8月4日 - ）は、落語協会所属の落語家、リングアナウンサー。紋∶鈴。

## 来歴
山口県防府市出身。山口県立防府高等学校卒業。大正大学文学部中退。大学時代にお笑い芸人を目指し、コンビを組んだりピン芸人として修行したりしていたが、大学を中退した直後に所属事務所がいきなり解散してしまい、そこで落語家を目指すことを思い立ったという。
2003年5月、五代目鈴々舎馬風に入門。 6月1日、「馬るこ」と命名され前座となる。
2006年5月、二ツ目に昇進する。2010年3月、第9回さがみはら若手落語家選手権で優勝。2012年、第6回落語一番勝負若手落語家選手権で優勝。2013年10月、第28回NHK新人演芸大賞で落語部門大賞を受賞。
2003年に同期入門の、古今亭文菊・柳家小八・三遊亭ときん・桂三木助・柳亭こみち・古今亭志ん五・古今亭駒治・柳家小平太・柳家勧之助ら10人でユニット「TEN」として活動する。
2016年から、フジロック会場「ところ天国」で落語を演ずる。
2017年3月、林家ひろ木、春風亭三朝、小八（ろべえ改め）、ときん（時松改め）とともに真打に昇進した。
2021年12月、ご当地落語「芦ノ牧温泉」（福島県会津若松市）に参加。現地滞在4日間で、新作落語『バルブ職人』、『贋金の村』の2席を創作し、自らが演じた。『バルブ職人』は作家賞を受賞。『贋金の村』は、当初「贋金」として発表されたが、戦時中の禁演落語53種に数えられた古典落語「にせ金」とタイトルがかぶることに気づき、表題が変更された。

## 人物
高座が狭く感じるほどの巨体が特徴で、「馬るこ」の名は入門当時の馬るこの家庭の事情を知る馬風の妻が『母を訪ねて三千里』の主人公マルコから着想した。
古典を多く手掛けるがいずれも自分なりのアレンジを加えることが多く、改作派として知られる。
妹弟子である鈴々舎美馬は馬るこが策伝大賞でスカウトし自分の弟子にしようとしたが、妻から「女の弟子はダメだ」と言われ、自身の師匠である馬風に相談したところ引き取ってもらえる事になった。
出囃子にUWFのメインテーマを使用するほどのプロレスファン。中学生時代に新日本プロレスの中継を見始めたことがきっかけで、UWF（ここではUWFインターナショナル）については当時テレビ中継がほとんど無かったため雑誌で試合結果を知る程度だったが、新日本・UWF交流戦で初めてUWFのテーマを聞き心を奪われたという。2020年時点では飯伏幸太や新日本のジュニア戦線を見ることが多い。

## メディア

### TV・ラジオ
- インターネットテレビMOPAL「猫(にゃんこ)のまんま」　メインMC　（2009年10月 - 2010年3月）
- 有線放送J-10ch「うきうき落語会」　準レギュラー　（2008年 - ）
- 「いーふろん亭ぽっど寄席」 レギュラー （2010年 - ）
- 笑点 特大号 （BS日テレ）  若手大喜利メンバー （2013年4月 - ）
- くにまるジャパン（文化放送）（2014年4月 - 2016年9月、毎月第4木曜日レギュラーレポーター）
- くにまるジャパン 極（文化放送）（2016年10月 - 、毎月第4木曜日レギュラーレポーター）
- 新ニッポンの話芸 ポッドキャスト（2012年7月 - ）
- 大喜利セーフ22- （YouTube、2020年5月～、月水金22:30頃からLIVE配信中）
- 鈴々舎馬るこの落語生活・篠原宣義の音楽生活（CRT栃木放送ラジオ、2021年10月7日～、篠原宣義と交互出演）
- 鈴々舎馬るこの日本文学探訪（FMつしま、2024年4月～）

### CD
- 『まるらくご - うしといぬとしにがみ』avex trax、AVCD-38554 2012年　＊「新牛ほめ ～デザイナーズハウス版～」「新死神　～死神の剣～」「鴻池の犬　～所詮世の中、銭～」収録
- 『新宿末廣亭深夜寄席～骨太肉厚編 馬るこ・夢吉・宮治』エイベックス・マーケティング AVCD-38529 2012年 ＊「転失気」収録。
- 『恐笑噺 ～馬るこ・龍玉』エイベックス・マーケティング AVCD-38716 2013年　＊「死人草の花」収録。
- 『快楽亭ブラック「○禁９～ブラック・馬るこ二人会」』ブラック BABL-111　2015年　＊「ブラック小僧」収録。
- 『快楽亭ブラック「○禁10～ブラック・馬るこ二人会」』ブラック BABL-112　2015年  ＊「落語暴露本の世界」収録。
- 『まるらくご 真打昇進』らくご社、2017年　＊「日本語学校の桃太郎（マクラ）」「時そば」「牡丹燈籠『お札はがし』」収録。
- 『新 ブラック・馬るこ 二人会』ブラック BABL-124 2018年  ＊「がまの油」「トーク」収録。
- 『まるらくご AOKIN』らくご社 MARUKO-3   2018年　＊「禁酒番屋」「青菜」収録。
- 『まるらくご 糖質制限幽チューバ―」らくご社 MARUKO-4　2019年　＊「幽チューバ― 山本カヨ」「都々逸親子」「糖質制限初天神」収録。

#### 関連ＣＤ
- 『四派花形若手 寄席囃子」スロウボウル、BALL-1017 ＊馬るこの出囃子「UWFプロレステーマ」収録。

### ＤＶＤ
- 『あした順子・ひろし 米寿漫才』CSJ 2010年 ＊監督・出演
- 『落語家オムニバスＤＶＤ いいとこ撮り！』CSJ 2010年 ＊監督・出演[7]
- 『落語対決 DVD 快楽亭ブラック VS 立川キウイ 』Cat Panic Entertainment 2014年 ＊「転失気」ほか収録

### 著書
- 『イケメン落語・馬のす/笠碁/死神の金魚玉/たいこばら/目黒のさんま』（パルソラ　2017年）※電子配信のみ

## 関連書籍
- 広瀬和生 『噺家のはなし』小学館、2012年、186-188頁
- 『「なぜ吾はひとに笑いを運ぶ落語家になりし哉」・若手当代人気落語家「鈴々舎馬るこ」さんに聞く（Kindle版）』「ガッキィファイター」編集室、日垣隆著、2014年